# Oxydactylus
Oxydactylus (del griego οξύς (oxys), "afilado" y δάκτυλος (dáktylos), "dedo") es un género extinto de camélido originario de América del Norte. Sus patas y cuello tenían una gran longitud, por lo que es posible que estuviesen adaptados a alimentarse de árboles, como las jirafas actuales. Al contrario que los camélidos de la actualidad, sus patas terminaban en pezuñas.